# Créüse l'Athénienne
 (avril 2018).
- Si vous ne connaissez pas le sujet, laissez ce bandeau (vous pouvez alors contacter les auteurs).
- Si vous supprimez le contenu mis en cause (vous pouvez préalablement contacter les auteurs),

argumentez précisément cette suppression dans la page de discussion
(un manque de référence n'est pas un argument ; une recherche réelle de référence doit avoir été effectuée, être formellement documentée).
 (mai 2009).
Pour les articles homonymes, voir Créuse.
Créüse l'Athénienne est une tragédie lyrique en cinq actes et un prologue écrite par Louis de La Coste sur un livret de Pierre-Charles Roy représentée pour la première fois par l'Académie royale de musique, le  5 avril 1712 et n'a jamais été reprise.

## Distribution

### Acteurs chantants du Prologue
- La Fable : Mlle Poussin
- l'Histoire : Mlle Du Laurier
- Apollon : Le Sieur Buseau
- une dryade : Mlle Limbourg
- un sylvain : Le Sieur Deshayes

### Acteurs chantants dans les chœurs du Prologue et de la tragédie
- 1er rang : Mlles Limbour, Du Laurier, Tetler, Guillet, d' Huqueville, MM Juliard, Le Jeune, Lebel, Cadot, Deshayes, Renard, Alexandre, Verny, Morand, Devillier, Duplessin, Verny.
- 2e rang : Mlles Dekerkof, Loignon, Ballet, Dulaurent, Boisé, Billon, MM Dun-Fils, Paris, Corby, Thomas, Courteil, Flamand, Corbin, Renard, La Vigne, Desouche.

### Acteurs dansants du Prologue
- Suivants de la Fable et de l'Histoire : Mlles Prevost, Guyot, Maugis, Mangeot, Isec, Dufresne, MM Javillier, Favier, P.Dumoulin, Dangeville.

### Acteurs chantants de la tragédie
- Érechtée, roi d'Athènes : Le Sieur Hardouin
- Créüse, fille d'Erechtée : Mlle Journet
- Idas, fils inconnu de Créüse et d'Apollon  :  Le Sieur Cochereau
- Ismenide, amante d'Idas : Mlle Pestel
- Phorbas, roi des Phlégiens, amant d'Ismenide : Le Sieur Thévenard
- la Pythie : Le Sieur Chopelet
- Lachesis, une des Parques: Le Sieur Mantienne
- Tisiphone, Furie : Le Sieur Le Bel
- Apollon : Le Sieur Buseau

### Acteurs dansants de la tragédie
Acte I
- Prêtresse d'Apollon :  Mlle Guyot

Acte II
- Athénienne : Mlle Prevost

Acte III
- Un pâtre : Le Sieur F. Dumoulin
- Bergères :   Mlles Guyot et Prevost

Acte IV
- Un Magicien : Le Sieur Blondy

Acte V
- Prêtres et prêtresses de l'Hymen :  MM  D. Dumoulin, L. Dumoulin , Mlle Chaillou, MM Germains, Gaudreau, P. Dumoulin & Dangeville. Mlles Lemaire, Beaufort, Haran, Isecq.

## Argument

### Prologue
« Les jardins du palais de la Fable, remplis d'arbre et d'attributs de divinités. Des héros fabuleux sont endormis ».
1. La Fable se lamente sur son sort auprès de Créüse et implore une aide divine, le chœur formé des dryades et des sylvains soutiennent celle-ci dans son malheur. Les héros se réveillent et la rivale de la Fable, l'Histoire, arrive.
2. L'Histoire et la Fable se disputent leur place dans le monde des mortels, Apollon arrive.
3. Apollon clôt la discorde en les ressemblant autour du destin de Créüse, qu'il a aimée, et de l'histoire de leur fils  inconnu, Idas, placé parmi les Rois Athéniens.

### Acte I
« Le vestibule du temple d'Apollon, orné de lauriers, de statues et d'ornements vantant ses vertus ».
1. Créüse et son père Erectée déplorent la disparition du fils de ce dernier. Racontant un songe qui le hante au quotidien sur celui-ci, Erectée décide de partir pour Delphes afin de choisir un sacrificateur qui ira parler à un Oracle, comme il l'a rêvé. Ceci afin de retrouver son fils prétendu mort.
2. Créüse interpelle Apollon (qui est absent) en l'implorant de revoir leur fils comme il lui avait promis. Elle lui demande ensuite  de permettre le règne de cet enfant.
3. Le jeune Idas est nommé Ministre (grand sacrificateur) par la Reine Ismenide et Erectée. Il accepte immédiatement ce rôle avec honneur, en remerciant (accompagné du chœur des prêtres et prêtresses d'Apollon) le Dieu Apollon. Il clame la gloire de Delphes et la beauté de la Reine Ismenide. Idas part interroger  l'Oracle après avoir reçu ses ornements.
4. Idas avoue son amour passionné et impossible à la Reine Ismenide qui ne condamne pas ses sentiments. Idas parle de son passé d'enfant trouvé et de son père inconnu à la Reine. Elle le rassure, puis s'en va.
5. Idas déplore ses sentiments pour la Reine.

### Acte II
« L'antre de la Pythie, remplie des dons offerts à l'Oracle, orné d'Arcades percées à vases et du trépied sacré ».
1. Phorbas, Roi des Phlégiens, se lamente sur sa souffrance et tente de charmer Ismenide, lui rappelant qu'il a défendu  une fois le territoire de cette dernière. Elle repousse ses avances, ce qui provoque la colère du Roi. Tous deux se séparent dans la douleur.
2. Créüse annonce à Ismenide qu'un imposteur (Idas) se prépare à monter sur le trône avec l'appui d'Erectée.
3. Idas et Erectée appellent les Dieux (accompagnés d'un chœur) à répondre au questionnement du Roi sur le sort de son fils.
4. Idas et Erectée sont face à l'Oracle. Idas est désigné héritier d'Athènes, Erectée le reconnaît. Ensemble ils partent au temple d'Apollon pour remercier le Dieu.
5. Créüse se méprend et pense qu'Idas est un imposteur. Elle est furieuse, annonce sa vengeance et implore pour cela les Parques de l'aider et de lui avouer si son fils est bien mort.
6. La Parque Lachésis lui annonce qu'Idas n'est pas son frère, et que son fils est vivant, mais garde un secret. Créüse ne sachant  ainsi toujours pas qu'Idas est son fils, le prend définitivement pour un imposteur et ré-affirme sa colère et ses ambitions de vengeance.
7. Idas déplore la colère de sa « sœur »  Créüse et espère son accalmie. Celle-ci le prend pour un perfide menteur amoureux d'Ismenide cherchant à la braver. Elle lui demande en lui annonçant qu'il n'est pas son frère de renoncer au trône, le menaçant de mort. Créüse, enfin, demande à Apollon de tuer Idas. Idas souffre énormément de cette situation car considérant son nouveau statut politique et religieux comme légitime.

### Acte III
« Fêtes d'Apollon Berger dans un pré aux arbres isolés, et amphithéâtres de gazon ».
1. Ismenide regrette sa relation confuse avec Idas, elle souffre.
2. Idas est victime de la calomnie initiée par sa « sœur » Créüse dans la cité grecque, à la suite de sa nomination au trône. Ismenide soutient Idas dans son malheur. Ismenide approuve l'amour qu'Idas a pour elle. Créüse arrive.
3. Deux chœurs chantent la gloire d'Apollon. On danse. Idas implore Apollon de l'aider, le dieu ayant dû lutter lui aussi un temps pour ses droits de naissance, il espère sa compréhension. Créüse réplique qu'Apollon est désormais à ses côtés.
4. Ismenide dit à Idas de suivre Créüse.
5. Phorbas décide de retirez le trône à Idas. Apollon s'étant tu, Phorbas semble ignorer et refuser les paroles passées de la Pythie. Ismenide tente de le défendre, sans succès. Elle n'en énerve que plus le Roi Phorbas qui la dénigre et dont il souligne l'ingratitude. Il ne l'aime plus.
6. Phorbas décide de se venger de l'outrage d'Ismenide.

### Acte IV
« Le désert, on y voit des rochers escarpés ».
1. Phorbas annonce sa vengeance proche, placée sous le signe de l'horreur et du carnage.
2. Créüse et Phorbas s'unissent pour accomplir leur vengeance sur Idas et Ismenide.
3. Créüse réclame son fils auprès d'elle.
4. Phorbas invoque les forces et démons de l'Enfer.
5. Les démons ont répondu à l'appel de Phorbas et sont à ses côtés. Il leur demande de tuer Idas. Ils acceptent immédiatement malgré la protection apollonienne d'Idas. Créüse et Phorbas exultent devant ce dessein.
6. Tisiphone, une des Érinyes, prépare avec l'approbation de Phorbas un poison à base de sang de la Gorgone afin de tuer Idas lors de la cérémonie de mariage avec Ismenide. Les démons s'envolent vers Idas.
7. Créüse ressent un étrange et soudain sentiment de pitié.

### Acte V
« Le temple d'Apollon, tout est prêt pour le mariage d'Ismenide et d'Idas. La coupe contenant le poison est sur l'autel ».
1. Créüse sent poindre des remords, elle pleure, mais semble toujours souhaiter la mort d'Idas. Elle est véritablement confuse, se questionne.
2. Idas et Ismenide se marient devant l'assemblée qui festoie. Le grand prêtre tend la coupe aux jeunes mariés.
3. Créüse arrête soudainement Idas alors qu'il approche la coupe empoisonnée de ses lèvres. Elle avoue avoir voulu sa mort et ne comprend pas les sentiments qu'elle éprouve pour lui. Erectée est furieux, il voit Apollon arriver et pense qu'il vient punir Créüse.
4. Apollon annonce à Créüse qu'Idas est son fils, et qu'il mérite le trône Athénien. Il annonce également qu'il a tué Phorbas. Créüse reconnaît son fils et approuve le mariage de celui-ci avec Ismenide. Idas, lui, oublie sa colère envers sa nouvelle mère.

## Impression
Christophe Ballard est le seul autorisé à imprimer la musique (livrets, méthodes...) en France. La fabrication de caractères d'imprimerie particuliers aux partitions lui est également réservée. Le privilège permet cependant à Ballard un système de licence où il accepterait de se défaire contractuellement de ses droits en faveur d'un autre imprimeur, notamment en province. Le livret de cet opéra est publié en 1712 à Paris par cet éditeur.